# Uno-X Mobility (femenino)
El Uno-X Mobility (código UCI: UXM) es un equipo ciclista femenino de Noruega de categoría UCI Women's WorldTeam, máxima categoría femenina del ciclismo en ruta a nivel mundial.

## Material ciclista
El equipo utiliza bicicletas Dare, y componentes Shimano.

## Clasificaciones UCI
Las clasificaciones del equipo y de su ciclista más destacado son las siguientes:
| Temporada | Clasificación por equipos | Mejor corredor | Posición |
| 2022      |                           |                |          |

## Palmarés
Para años anteriores véase: Palmarés del Uno-X Mobility.

### Palmarés 2025

#### UCI WorldTour Femenino
| Fechas     | Carreras                                | Ganadora              |
| 23 de mayo | 2.ª etapa de la Vuelta a Burgos Féminas | Mie Bjørndal Ottestad |

#### UCI ProSeries Femenino
| Fechas       | Carreras                                 | Ganadora         |
| 9 de febrero | Vuelta a la Comunidad Valenciana féminas | Linda Zanetti    |
| 7 de junio   | Antwerp Port Epic                        | Susanne Andersen |

#### Calendario UCI Femenino
| Fechas       | Carreras                                     | Ganadora              |
| 7 de marzo   | 2.ª etapa de la Vuelta a Extremadura Féminas | Mie Bjørndal Ottestad |
| 21 de abril  | Ronde de Mouscron                            | Susanne Andersen      |
| 1 de junio   | 2.ª etapa del Tour de Noruega                | Mie Bjørndal Ottestad |
| 1 de junio   | Tour de Noruega                              | Mie Bjørndal Ottestad |
| 13 de agosto | 2.ª etapa del Tour de Polonia                | Linda Zanetti         |

#### Campeonatos nacionales
| Fechas      | Carreras                                   | Ganadora              |
| 13 de junio | Campeonato de Finlandia Contrarreloj (CRI) | Anniina Ahtosalo      |
| 15 de junio | Campeonato de Finlandia en Ruta            | Anniina Ahtosalo      |
| 26 de junio | Campeonato de Noruega Contrarreloj (CRI)   | Katrine Aalerud       |
| 27 de junio | Campeonato de Dinamarca Contrarreloj (CRI) | Rebecca Koerner       |
| 29 de junio | Campeonato de Noruega en Ruta              | Mie Bjørndal Ottestad |
| 29 de junio | Campeonato de Dinamarca en Ruta            | Alberte Greve         |

## Plantillas
Para años anteriores, véase Plantillas del Uno-X Mobility

### Plantilla 2025
| Integrantes del equipo 2025 | Integrantes del equipo 2025 | Integrantes del equipo 2025                      | Integrantes del equipo 2025 |
| Corredor                    | Fecha de nacimiento         | Equipo previo                                    |                             |
| --------------------------- | --------------------------- | ------------------------------------------------ | --------------------------- |
| Katrine Aalerud             | 4 de diciembre de 1994      | Movistar Team (2023)                             |                             |
| Kamilla Aasebø              | 11 de julio de 2006         | Team Rytger Carl Ras (2024)                      |                             |
| Anniina Ahtosalo            | 27 de agosto de 2003        | Team Rytger powered by Cykeltøj-Online.dk (2021) |                             |
| Susanne Andersen            | 23 de julio de 1998         | Team DSM (2021)                                  |                             |
| Solbjørk Minke Anderson     | 15 de agosto de 2004        | Grand Est-Komugi-La Fabrique (2023)              |                             |
| Elinor Barker               | 7 de septiembre de 1994     | Drops-Le Col (2021)                              |                             |
| Teuntje Beekhuis            | 18 de agosto de 1995        | Team Jumbo-Visma (2023)                          |                             |
| Marte Berg Edseth           | 6 de octubre de 1998        | Ringerike Sykkelklubb (2022)                     |                             |
| Simone Boilard              | 21 de julio de 2000         | St Michel-Mavic-Auber 93 (2023)                  |                             |
| Maria Giulia Confalonieri   | 30 de marzo de 1993         | Ceratizit-WNT Pro Cycling (2022)                 |                             |
| Ingvild Gåskjenn            | 1 de julio de 1998          | Liv AlUla Jayco (2024)                           |                             |
| Mia Kronheim Gjertsen       | 11 de abril de 2006         | Team Rytger Carl Ras (2024)                      |                             |
| Alberte Greve               | 16 de septiembre de 2005    | Lotto Dstny Ladies (2024)                        |                             |
| Rebecca Koerner             | 22 de septiembre de 2000    | ABC Dame Elite (2021)                            |                             |
| Anouska Helena Koster       | 20 de agosto de 1993        | Team Jumbo-Visma (2022)                          |                             |
| Linda Zanetti               | 10 de marzo de 2002         | Human Powered Health (2024)                      |                             |
| Mie Bjørndal Ottestad       | 17 de julio de 1997         | Andy Schleck-CP NVST-Immo Losch (2021)           |                             |
| Anne Dorthe Ysland          | 9 de abril de 2002          | Coop-Hitec Products (2021)                       |                             |
|                             |                             |                                                  |                             |
| Fuente: ProCyclingStats     |                             |                                                  |                             |